# Oncopsis caliginosa
Oncopsis caliginosa är en insektsart som beskrevs av Anufriev 1967. Oncopsis caliginosa ingår i släktet Oncopsis och familjen dvärgstritar. Inga underarter finns listade i Catalogue of Life.